# Diritti LGBT in Nuova Zelanda
La storia del riconoscimento dei diritti LGBT in Nuova Zelanda è parte di successi lineari che hanno portato le persone omosessuali, bisessuali e transessuali ad avere le stesse opportunità e prerogative degli altri cittadini del paese. 
La decriminalizzazione dell'omosessualità venne approvata nel 1986. Nel 2004 vennero approvate le unioni civili in luogo delle prime leggi anti-discriminazione del 1993. L'adozione da parte di coppie omosessuali è legale dal 2007.

## Storia
Presso le popolazioni aborigene e i Maori, le relazioni omosessuali erano accettate. Alcune storie, per esempio quella di Tutanekei e Tiki, trattano di coppie formate da persone dello stesso sesso. 
Un missionario britannico, Richard Davis, ebbe riscontro di rapporti omosessuali tra uomini facenti parte della vita familiare dei Māori, e anche se relazioni omosessuali tra donne non sono state ben documentate, non sono state di certo condannate. 
Nella Nuova Zelanda moderna, un marchio comune adottato dagli LGBT Māori è Takatāpui, un termine in uso nel periodo pre-europeo e reso popolare dal momento che la legge sulla decriminalizzazione dell'omosessualità nel 1986.
Il termine si traduce approssimativamente in inglese come "parte del partner dello stesso sesso".
Alcuni dei primi coloni europei in Nuova Zelanda erano missionari cristiani giunti nel XIX secolo che convertirono la maggior parte della popolazione Maori al cristianesimo. 
Ciò portò alla considerazione dell'omosessualità come peccato, derivato dalla dottrina cristiana. Nonostante questo, un missionario, William Yate, fu rimandato in Inghilterra dopo essere stato sorpreso ad avere rapporti sessuali con giovani uomini Māori.
Quando la Nuova Zelanda divenne una colonia britannica nel 1840, fu introdotta la legge britannica che considerava l'omosessualità un reato. 
Nel 1893, tutte le tipologie di attività sessuale tra uomini sono state criminalizzate, con pene che vanno dal carcere, ai lavori forzati, incluso la fustigazione. 
Gli atti sessuali tra donne non sono mai stati illegali, ciò potrebbe essere il risultato di molti fattori sociali del tempo.
L'omosessualità venne considerata una malattia mentale, fino a quando nel 1986 fu decriminalizzata, cioè resa legale.
Nel 1993 vennero adottate le prime leggi contro l'omofobia, e nel 2004 vennero istituite le unioni civili.
Nel 2004 le adozioni da parte di coppie omosessuali sono state legalizzate.
Nel 2013 il Parlamento neozelandese approva a maggioranza l'estensione dell'istituto matrimoniale anche alle coppie omosessuali.

## Tabella riassuntiva
| Attività e relazioni sessuali legali                                                                           | (Maschili dal 1986; Femminili mai penalizzate)                      |
| Parità di età del consenso                                                                                     | (Maschili dal 1986; Femminili mai penalizzate)                      |
| Leggi anti-discriminazione sul lavoro                                                                          | (Dal 2009)                                                          |
| Leggi anti-discriminazione nella fornitura di beni e servizi                                                   | (Dal 2009)                                                          |
| Leggi anti-discriminazione in tutti gli altri settori (inclusa discriminazione indiretta e espressioni d'odio) | (Dal 1993)                                                          |
| Riconoscimento delle coppie omosessuali                                                                        | (Dal 2005)                                                          |
| Riconoscimento del matrimonio egualitario                                                                      | (Dal 2013)                                                          |
| Adozione congiunta da parte di coppie omosessuali                                                              | (Dal 2013)                                                          |
| Autorizzazione a prestare servizio nelle forze armate                                                          | (Dal 1993)                                                          |
| Diritto di cambiare legalmente sesso                                                                           | (Dal 1993)                                                          |
| Accesso alla Fecondazione in vitro per le donne Lesbiche                                                       | (Dal 2004)                                                          |
| Possibilità di donare il sangue da parte di MSM                                                                | (Dal 1998, con un anno di differenza dall'ultimo rapporto sessuale) |